# Sałair
Sałair (ros. Салаир) – miasto w Rosji, w obwodzie kemerowskim. W 2010 roku liczyło 8262 mieszkańców.